# Helle Juul
Helle Juul Larsen (geboren am 29. Juni 1954 in Vester Hjermitslev, Jütland) ist eine dänische Architektin, Wissenschaftlerin und Hochschullehrerin. Sie gründete mit Flemming Frost das Architekturbüro Juul Frost Arkitekter in Kopenhagen.

## Leben

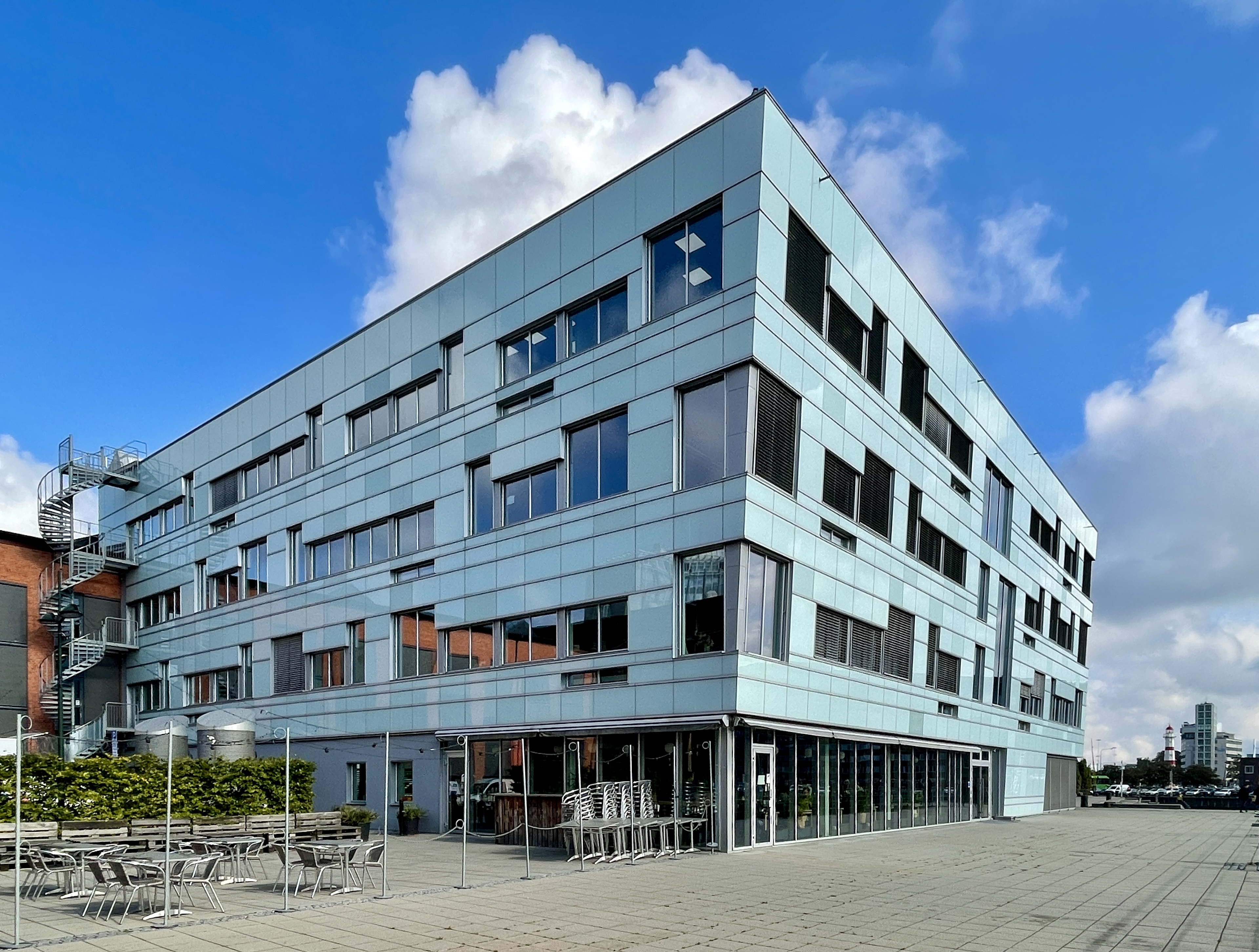
Media Evolution City in Malmö.

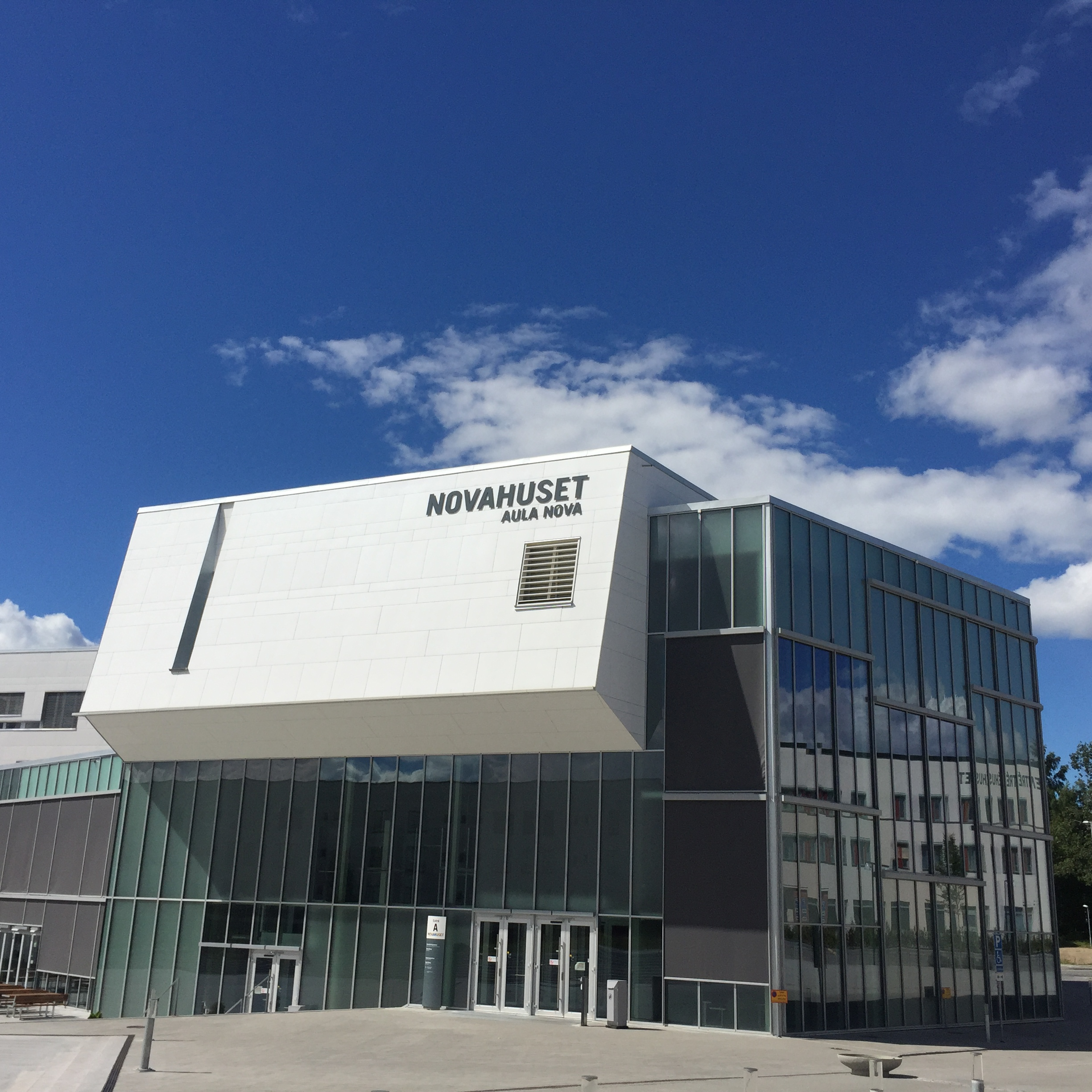
Novahaus, Universität Örebrö, Schweden.

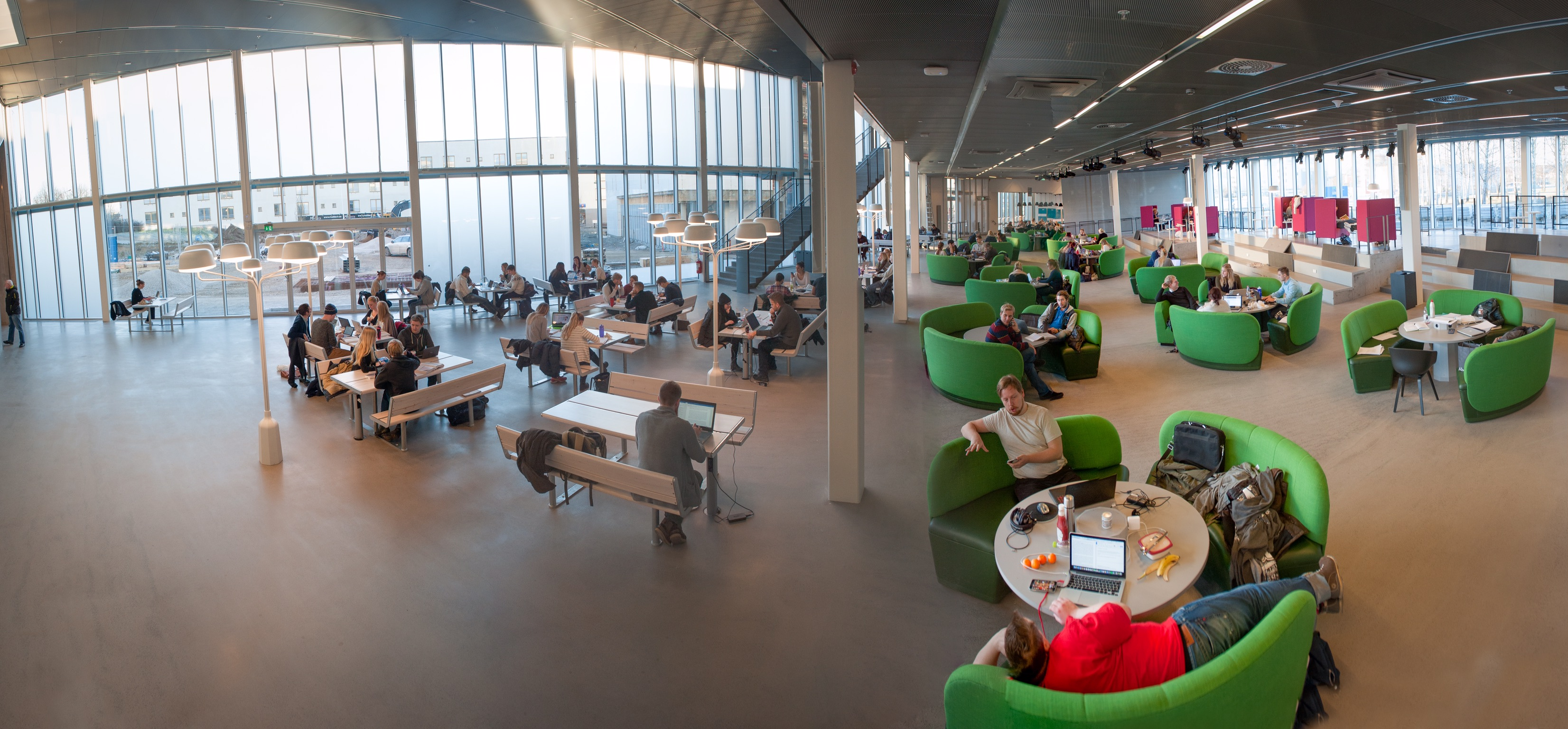
Novahaus, Universität Örebro, Schweden. Innenraum.

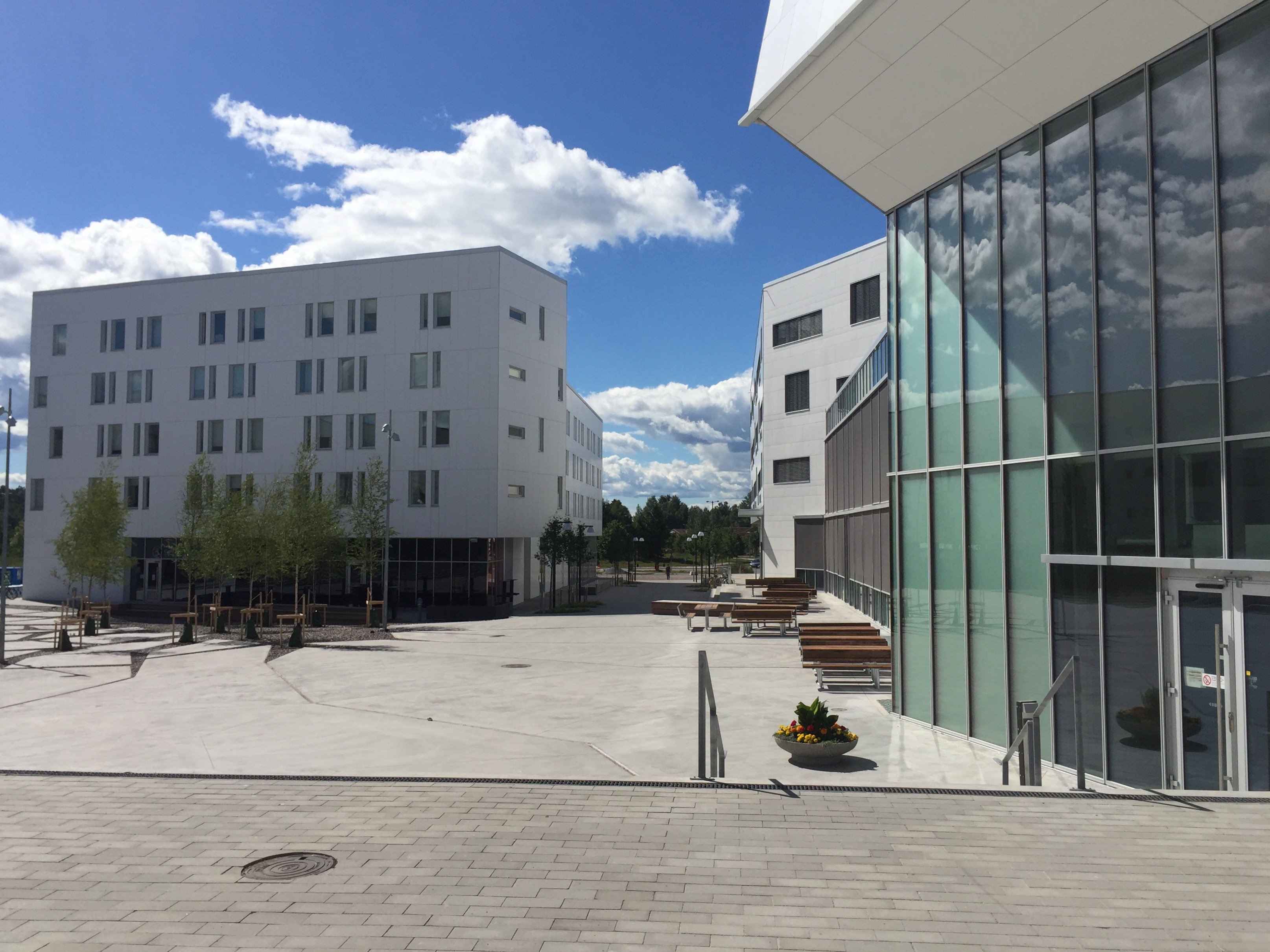
Campus Universität Örebro, Schweden. Wohnheim für Forschende.

### Ausbildung und organisatorische Tätigkeiten
Juul besuchte die Architekturschule Aarhus, wo sie 1981 ihren Abschluss machte. Von 1984 bis 1989 war sie Leiterin der vom Architekturbüro Henning Larsen Architects verantworteten Architekturgalerie Skala und Mitherausgeberin der Zeitschrift Skala. Danach leitete sie das Dänische Architekturzentrum.

### Architekturbüro
Seit ihrem Studienabschluss arbeitete Juul eng mit ihrem Studienkollegen und späteren Ehemann Flemming Frost zusammen. Im Jahr 1990 gründeten sie das Architekturbüro Juul Frost Arkitekter in Kopenhagen. Das Architekturbüro hat inzwischen eine Niederlassung in der Media Evolution City in Malmö. Das Gebäude wurde von Juul Frost Arkitekter entworfen und hat den Stadsbyggnadspris (= Städtebaupreis) der Stadt Malmö erhalten. Juul ist Geschäftsführerin von Juul Frost Arkitekter.
Juul interessieren vor allem die Themen Stadtplanung und -entwicklung. So hat sie z. B. die Projekte Terra Incognita (Berlin, 1988) und Terra Incognita II (Paris, 1989) entwickelt. Immer ist Juul für eine innovative Denkweise über Städte und Raum eingetreten, sowohl in Bezug auf die Größe als auch auf den sozialen Zusammenhalt.
1994 promovierte sie in Architektur an der Königlich Dänischen Kunstakademie (KADK) mit einer Arbeit über architektonische Verschiebungen in Zeit und Raum. 1996 war sie eine der Hauptorganisatorinnen der Ausstellung „Overlooking the city : Copenhagen as it is perceived“ in Schloss Charlottenborg in Kopenhagen.
Die angewandte Forschung war für Juuls Arbeit wichtig. So war Juul Frost Arkitekter eines der ersten Architekturbüros mit einer eigenen Forschungsabteilung. Diese wurde im Laufe der Zeit aufgeteilt in die Themen Stadt-, Landschafts-, Campus- und Gebäudearchitektur. 2007–2009 war Helle Juul verantwortlich für das Thema „Urban Space as Development Strategy (= Städtischer Raum als Entwicklungsstrategie)“, ein interdisziplinäres Entwicklungsprojekt, das sich mit der Frage befasst, wie der öffentliche Raum in Städten als Katalysator für die Stadtentwicklung fungiert. Ein weiterer Forschungsbereich war das Projekt „Campus der Zukunft“. Hier sollte verfolgt Juul einen ganzheitlichen Ansatz, um die Universitäten in städtebaulicher, räumlicher, sozialer und lerntechnischer Hinsicht auf die Zukunft auszurichten in Zusammenarbeit mit der Wirtschaft. Die wissenschaftlichen Grundlagen wurden in Projekten für Dänemarks Technische Universität (DTU), Copenhagen Business School (CBS), Københavns Professionshøjskole (KP), Universität Lund, Universität Örebro und Kristiansand eingesetzt.
Exemplarisch für diesen Aspekt ihrer Arbeit ist das Campus-Projekt in Örebro. Der Entwurf entstand im Zusammenhang mit den Forschungsprojekten „Die Universität der Zukunft“ (2004) und „Der Campus der Zukunft: Vom akademischen Dorf zum städtischen Universitäts-Zentrum“ (2007). Während der ersten Phase des Projektes wurden zwischen 2011 und 2015 drei neue Gebäude gebaut: das NOVA-Haus, ein Wohnheim für Forschende und eines für Studierende. Lage und Gestaltung der Neubauten sollten den Campus mit der Stadt verbinden, mehr noch, in die Stadt integrieren. Café und Buchhandlung wurden im Novahaus untergebracht, um auch Mitbürger der Stadt in die Universität zu locken. In der zweiten Phase wurde bis 2017 der umbaute Raum zum Campusplatz gestaltet. Wie Eisschollen wurden Betonplatten zusammengesetzt, die in einer Arena beginnen und zum Wohnhaus für Forschende hin, sich in ein Kiesbett hineinschieben. Das Regenwasser wird in die Mitte des Platzes geleitet, wodurch ein Birkenhain gegossen wird. Eine haushohe Fensterfassade leitet Licht in das Innere des NOVA-Hauses und lässt das Haus von innen transparent zur Umgebung wirken.
Juul ist Mitglied in internationalen Organisationen wie dem Europäischen Kulturparlament, der International Urban Development Association (INTA), dem Internationalen Ausschuss des Danske Arkitektvirsomheder, kurz Danske Ark (= Dänische Vereinigung der Architekturunternehmen) und bei VL107. Sie ist als Architektin für Forus Næringspark beratend tätig, einem der größten norwegischen Unternehmenscluster in der Gas- und Ölindustrie.

### Lehrtätigkeit und Publikationen
Juul unterrichtete im Ausland und zuletzt an der Hochschule für Architektur, Design und Restaurierung der Königlich Dänischen Kunstakademie in Kopenhagen. Sie hat Ausstellungen kuratiert, darunter die Ausstellung Innovation via Design in Louisiana im Jahr 1990. Sie hat zahlreiche Artikel und Bücher verfasst und sich an Diskussionen über die Verbesserung des städtischen Raums beteiligt. Insbesondere im 2018 erschienenen Buch Lifting the gaze legen Juul und ihre Kollegen dar, wie Architektur Leben, Lernen und Arbeiten positiv und zukunftsweisend beeinflussen kann.

### Privates
Für Urlaub und Entspannung haben sich Helle Juul und Flemming Frost im ligurischen Bergdorf Pigna ein Haus aus dem Jahr 1300 renoviert. Sie sind die Eltern von Mathias Juul Frost, der unter anderem am Central Saint Martins College of Art studierte.

## Projekte (Auswahl)
- 2010 World Trade Center Helsingborg / Scandic Hotel, Dänemark
- 2012 Media Evolution City, Malmö, Dänemark
- 2013 Valparaiso, Norra Djurgårdsstaden, Dänemark
- 2015 Gebäude für den städtischen Raum, Sjöjungfrun, Dänemark
- 2015 Drei neue Campusgebäude, Universität Örebro, Schweden.
- 2017 Campus-Platz, Universität Örebro, Schweden.
- 2019 Holbæk Fjordtårn, Dänemark
- 2020 Munkebjerg Business Park, Dänemark. Odin Award 2021.
- 2021 Copenhagen Hospitality College, Dänemark

## Veröffentlichungen
- Architektur und Landschaft - Dialogorientierte Strategien - Wohnprojekte in Koge und Albertslund, Danemark. In: Garten und Landschaft. Band 114, Nr. 3, 2004, ISSN 0016-4720, S. 16.
- Mit Flemming Frost: Den Oversete by. Det sansede København = Overlooking the city. Copenhagen as it is perceived. Arkitektens Forlag, København 1995, ISBN 978-87-7407-166-2 (dänisch, englisch).
- Sand. Arkitektoniske forskydninger. Et tværæstetisk perspektiv på kunstens tolkning af tid og rum. = Sand. Architektonische Verschiebungen. Eine interästhetische Perspektive auf die Interpretation von Zeit und Raum durch die Kunst. Kunstakademiets Arkitektskole, København 1994, ISBN 978-87-7830-015-7 (dänisch).
- Et nyt polarblik: Muligheden for en ny polar urbanitet og arkitektur. = Ein neuer polarer Blick: die Möglichkeit einer neuen polaren Urbanität und Architektur. In: Plan. Tidsskrift for samfunnsplanlegging, bolig og byplan og regional utvikling (= Plan. Zeitschrift für Sozialplanung, Wohnungswesen, Stadtplanung und Regionalentwicklung). Nr. 6, 2. Januar 2017, ISSN 0805-083X, S. 38–42 (dänisch).
- Mit Hugo Gaarden, Mark Isitt, Flemming Frost: Lifting the gaze. = Den Schleier lüften. Arvinius + Orfeus, Stockholm, Schweden 2018, ISBN 978-91-87543-68-5 (englisch).
- Juul, Helle. Archivmaterial. 2. Mai 2014, OCLC 889801946.
- Mit John Pløger: Det kendte i det fremmede. = Das Vertraute im Fremden. Arkitekturtidsskrift, København : 2009, ISBN 978-87-992042-9-8 (dänisch).
- Mit Flemming Frost: Skazki. Galleri for Arkitektur og Design, Århus 1989, OCLC 474891607 (dänisch).
- Mit Flemming Frost: Artikulation af steder og overgange. Forslag til en fysisk og arkitektonisk fornyelse af København. = Artikulierte Orte und Übergänge: Vorschläge für eine physische und architektonische Erneuerung Kopenhagens. Margot og Thorvald Dreyers Fond, Kopenhagen 1991, OCLC 471090903 (dänisch).
- Mit Flemming Frost, Eric Andersen: Signatur - dialogue based on strategies of design. Catalogue to an exhibition at Aedes Berlin. = Signatur - Dialog auf der Grundlage von Strategien der Gestaltung. Katalog zu einer Ausstellung bei Aedes Berlin. Aedes, Berlin 2003, OCLC 465473048 (englisch).
- Det fremmede i det kendte. = Das Fremde im Bekannten. Arkitekturforlaget, København 2008, ISBN 978-87-992042-5-0 (dänisch).
- Mit Flemming Frost: Bybygning i Aabenraa. = Städtisches Gebäude in Aabenraa. OCLC 987215204 (dänisch).
- Mit Eva Rude, Anne Standrup: Boligtrivsel - også for ældre. Wohnkomfort - auch für ältere Menschen. OCLC 987185851 (dänisch).
- Tillagg som utmanar. Helle Juul kommenterar Tomtebo. = Ergänzungen, die eine Herausforderung darstellen. Helle Juul nimmt Stellung zu Tomtebo. In: Arkitekturen. Band 93, Nr. 8, 2011, ISSN 1504-7628, S. 49 (dänisch).